# Kuźnica Białostocka (stacja kolejowa)
Kuźnica Białostocka – stacja kolejowa Polskich Kolei Państwowych znajdująca się w Kuźnicy, w województwie podlaskim. Według klasyfikacji PKP ma kategorię dworca lokalnego.

## Ruch pasażerski[2]
| Rok  | Wymiana pasażerska na dobę |
| ---- | -------------------------- |
| 2017 | 300-499                    |
| 2018 | 300-499                    |
| 2019 | 300-499                    |
| 2020 | 300-499                    |
| 2021 | 200-299                    |
| 2022 | 200-299                    |
| 2023 | 200-299                    |

## Opis stacji
Stacja dwuperonowa.
- Peron 1: Peron boczny. Po jego jednej stronie krawędź peronowa. Powierzchnia peronu pokryta kostką brukową i płytami na krawędzi. Na peronie znajdują się tablice informacyjne, megafony. Peron obsługuje krajowy ruch pasażerski.
- Peron 2: Peron wyspowy. Peron obsługuje ruch międzynarodowy. Odbywa się na nim odprawa podróżnych.

W budynku stacyjnym mieszczącym się przy ulicy Sokólskiej mieszczą się kasy biletowe i poczekalnia.
Wejścia na perony od ulic Sokólskiej (budynek stacyjny, przejście podziemne), Kolejowej (przejście podziemne) i Sidrzańskiej (przejazd kolejowo-drogowy).
Na stacji znajdują się również semafory świetlne.

## Połączenia
Przystanek kolejowy Kuźnica Białostocka obsługuje regionalne połączenia kolejowe relacji Białystok – Kuźnica Białostocka oraz połączenia międzynarodowe z Krakowa Głównego do Grodna na Białorusi.

## Modernizacja stacji i dworca
W latach 2004–2007 stacja została zmodernizowana do standardów Unii Europejskiej (przystąpienie do strefy Schengen).
W ramach projektu modernizacji przejścia w Kuźnicy Białostockiej wybudowano m.in. peron przeznaczony dla krajowego ruchu pasażerskiego, peron wyspowy dla ruchu międzynarodowego pociągów dalekobieżnych i dla ruchu przygranicznego na trasie Kuźnica Białostocka – Grodno, a także przejście podziemne dla rozdzielenia ruchu pasażerskiego krajowego i międzynarodowego.
Dzięki modernizacji skrócony został czas odprawy pasażerów i postoju pociągów na stacji granicznej.
31 marca 2020 PKP podpisały z firmą Merx umowę na remont dworca.